# Kitchman Ojulu
Kitchman Ojulu (* 19. Januar 2004) ist ein äthiopischer Leichtathlet, der sich auf den Dreisprung spezialisiert hat.

## Sportliche Laufbahn
Erste internationale Erfahrungen sammelte Kitchman Ojulu im Jahr 2024, als er bei den Afrikaspielen in Accra mit einer Weite von 15,48 m den sechsten Platz belegte. Im Juni gelangte er dann bei den Afrikameisterschaften in Douala mit 15,55 m auf Rang neun.
2022 wurde Ojuli äthiopischer Meister im Dreisprung.

## Persönliche Bestleistungen
- Dreisprung: 16,03 m, 28. März 2022 in Hawassa